# ماریا هگلوند
ماریا هگلوند (انگلیسی: Maria Haglund؛ زادهٔ ۶ مهٔ ۱۹۷۲) قایقران کانو اهل سوئد است.